# Serge Collot
Serge Collot (27 de diciembre de 1923 – 11 de agosto de 2015) fue un ejecutante de viola francés y profesor de música.

## Biografía
Collot nació en París en 1923. Estudió viola en el Conservatorio de París con Maurice Vieux, música de cámara con Joseph Calvet, y composición con Maurice Hewitt y Arthur Honegger.  Ganó concursos de viola (1944) y de música de cámara (1949).
Collot fue miembro de Parrenin Quartet, Radiodiffusion Française Cuarteto de cuerda, y Bernède Quartet.  En 1960 fundó Le Trío à Cordes Français con el violinista Gérard Jarry y el violoncelista Michel Tournus.  El grupo actuó durante 32 años.  De 1957 a 1986 será la viola principal de la Orquesta de la Ópera de París.
Collot ejerció como profesor de viola durante veinte años (1969–1989) en el Conservatorio de París.  Muchos especialistas en viola contemporáneos han sido sus alumnos Pierre-Henri Xuereb, Jean Sulem (quién le sustituyó como profesor en el Conservatorio de París en 1989), Emile Cantor, Jacques Borsarello, Laurent Verney, Jean-Paul Minali Bella.
Como exponente de música contemporánea, Collot actuó en los conciertos de Pierre Boulez  hasta 1970 y ha sido fuente de inspiración de muchas composiciones de viola, incluyendo Quatre Duos para viola y piano (1979) por Betsy Jolas y, como destacado, el Sequenza VI para viola (1967) compuesto por Luciano Berio. Ha actuado y ha sido conferencista internacional. Asimismo, ha formado parte en jurados de concursos de música como los de Geneva y Múnich.
Collot fue nombrado Caballero de la Legión de Honor en 1989.  Su vida fue protagonista en 2002 de un documental titulado L'ouvrage de Serge Collot y dirigido por Dominique Pernoo.
Murió a la edad  de 91 años en Gerzat, el 11 de agosto de 2015.

## Discografía selecta
Viola
- Art of the Viola – Serge Collot (viola); Keiko Toyama (piano); Aurèle Nicolet (flauta); Ayako Shinozaki (arpa); Camerata 462 (1997), Camerata 462 (2002)

Robert Schumann: Märchenbilder para viola y piano, Op. 113 (1851)
Mikhail Glinka: Sonata en re menor para viola y piano
Claude Debussy: Sonata para flauta, viola y arpa (1915)
Darius Milhaud: Sonata n.º 2 para viola y piano, Op. 244 (1944)
- Contemporary Viola – Serge Collot (viola); Adés 16.002 (1970s)

Luciano Berio: Sequenza VI para solo de viola
André Jolivet: 5 Églogues para solo de viola
Paul Hindemith: Sonata para solo de viola, Op. 25 No.
- Betsy Jolas: Points d'aube para viola and 13 isntrumentos de viento; Serge Collot (viola); Marius Constant (director de orquesta); Ensemble Ars Nova; Adés 205 762 (1978, 1996)
- André Jolivet: Concertos and Chamber Works – 5 églogues para solo de viola; Serge Collot (viola); Accord 476 7783 (2005)
- Robert Schumann: Contes de Fées (Fairy Tales) – Serge Collot (viola); Béatrice Berne (clarinete); Julie Guigue (piano); Polymnie POL 390 231

Märchenbilder para viola y piano, Op. 113 (1851)
Märchenerzählungen para clarinete, viola y piano, Op. 132 (1853)
Música de cámara
- Jacques Ibert (1890–1962) – String Quartet (1937–1942); Quatuor Parrenin; Ades 20346 (1990)
- Shin'ichirō Ikebe: Lion – Camerata 270 (1999)

Quinquevalence para violín, viola, violonchelo, doble bajo y piano (1991); Takumi Kubota (violín); Serge Collot (viola); Masaharu Kanda (violonchelo); Yoshio Nagashima (doble bajo); Tomoko Mukaiyama (piano)
Strata I for string quartet (1988); Mitsuko Ishii, Hiroaki Ozeki (violines); Serge Collot (viola); Masaharu Kanda (violonchelo)
- Teizo Matsumura: Courtyard of Apsaras – String Quartet (1996) – Sonoko Numata, Saschko Gawriloff (violines); Serge Collot (viola); Christoph Henkel (violonchelo); Camerata 617 (2001)
- Georges Onslow: String Quartet, Op. 8 n.º 1; String Quintet, Op. 78 n.º 1 – Gérard Jarry; Yvon Caracilly; Serge Collot; Bruno Pasquier; Michel Tournus